# Cvijeta Zuzorić
Cvijeta Zuzorić o Flora Zuzzori, a veces Fiora Zuzzeri fue una poetisa iliria de la República de Ragusa nacida en Ragusa en 1552 y fallecida en Ancona el 1 de diciembre de 1648. Se cree, puesto que no se conservan obras suyas, que escribió tanto en serbocroata como en italiano.

## Trayectoria
Flora nació en Ragusa de Dalmacia en una prominente familia de comerciantes bosniacos (ab antiquo de la villa de Samandria - hoy Smederevo, Serbia - que obtiene en el año 1430 la ciudadanía ragusea), hija de Frano Zuzzori y Marina Radagli. Criada en Italia, se casó en 1577 con un noble florentino, Bartolomeo Pescioni, que había sido cónsul en Dubrovnik: la pareja se trasladó a Italia en 1582. Al ser una mujer bien educada, invitó a numerosos autores y artistas a su casa, que fue sede de una conocida academia literaria. 
Zuzzori era una mujer excepcionalmente bella e inteligente, de quien se dice que escribió epigramas y excelentes rimas suaves, que, sin embargo, no han sobrevivido. Ella es conocida solo por su reputación, ya que se mencionó y se celebra en innumerables poemas por Dinko Zlatarić, Miho Bona Babulinov, Miho Monaldi, Boccabinco, Simonetti, Marino Bettera, sus contemporáneos, así como otros autores de Ragusa. 
Es interesante observar que también fue mencionada en los sonetos del famoso poeta italiano Torquato Tasso, que elogió sus virtudes y belleza a pesar de que nunca la conoció personalmente. Su gran amigo Nicola Vito Gozze y su esposa Maria Gundulić/Gondola Gucić describieron su belleza física y espiritual en su famosa obra filosófica sobre el amor, Tratado sobre los meteoros de Aristóteles.
Flora Zuzzori escribió principalmente poemas en italiano, muchos de ellos en el arboretum de Trsteno, cerca de la ciudad adriática de Dubrovnik.